# Волки (Брестская область)
Волки́ (бел. Ваўкі) — деревня в Брестском районе Брестской области Белоруссии, в 16 км к востоку от Бреста. Входит в состав Мухавецкого сельсовета.

## История
В XIX веке — казенная деревня в Брестском уезде Гродненской губернии.
В 1868 и 1905 годах — в Радваничской волости того же уезда.
В 1890 году жители входили в Подлесное сельскохозяйственное товарищество, владевшее 1323 десятинами земли.
После Рижского мирного договора 1921 года — в составе гмины Радваничи Брестского повята Полесского воеводства Польши, 35 дворов.
С 1939 года — в составе БССР. В 1940 году — 35 дворов.